# Aki hallja, adja át!!!
Aki hallja, adja át!!! – studyjny album węgierskiego zespołu Republic, dwudziesty drugi w historii zespołu. Został wydany w 2003 roku przez EMI na MC i CD.
Album zajął dziesiąte miejsce na węgierskiej liście przebojów.

## Lista utworów
1. „Ez itt egy ló” (3:17)
2. „Nagy Kő Zuhan” (3:56)
3. „Te add tovább!” (3:10)
4. „Hotel Félelem” (2:37)
5. „Szabadíts meg” (3:19)
6. „Cédrus-ének” (3:47)
7. „Vágyutazók - Még egy levél Tamásnak” (4:10)
8. „Magasra dobj, magasra dobj” (2:51)
9. „Mongólia, Szerelmem Glória” (3:04)
10. „Kezemből esznek a galambok” (2:19)
11. „Tündért láttam” (2:55)
12. „Zsoldosok, Katonák” (2:13)
13. „Hószitálás játszik…” (2:22)
14. „Az én országom” (3:01)
15. „Úgy legyen” (3:18)

## Skład zespołu
- László Bódi – wokal, fortepian
- Csaba Boros – gitara basowa, fortepian, wokal wspierający
- László Attila Nagy – perkusja
- Tamás Patai – gitary, wokal wspierający
- Zoltán Tóth – gitara, fortepian, keyboard, wokal wspierający

### Gościnnie
- Tamás Anti – harmonijka
- Zoltán Hegyaljai-Boros – altówka
- Katalin Négyessy – wiolonczela
- András Szabó – skrzypce
- Bertalan Veér – skrzypce
- Csongor Veér – skrzypce